# (626) Notburga
(626) Notburga es un asteroide perteneciente al cinturón de asteroides descubierto el 11 de febrero de 1907 por August Kopff desde el observatorio de Heidelberg-Königstuhl, Alemania.
Está nombrado en honor de Notburga de Hochhausen.